# Alta Hungría
La Alta Hungría (en húngaro, Felső-Magyarország) es un antiguo nombre geográfico que se daba a la parte norte del histórico Reino de Hungría. Se corresponde con el Palócföld o Palócföld, paisaje etnográfico de la anterior zona geográfica, definida en las regiones que los húngaros llamaban condados de Hont, Nógrád y Gömör, así como Heves y Borsod.